# 山楂叶樱桃
山楂叶樱桃（学名：Cerasus crataegifolius）为蔷薇科樱属的植物，为中国的特有植物。分布在中国大陆的云南、西藏等地，生长于海拔3,400米至4,000米的地区，常生于高山林下及岩石坡灌丛中，目前尚未由人工引种栽培。

## 别名
山楂叶樱（经济植物手册）

## 异名
- Prunus crataegifolius Hand.-Mazz.